# 杨明生 (1963年)
杨明生（1963年6月—），安徽霍邱人，享受国务院特殊津贴专家，中华人民共和国中学校长。

## 生平
1984年毕业于安徽师范大学化学系，毕业后进入霍邱三中任教。先后任霍邱三中教务副主任、团委书记，霍邱二中副校长、校长。2014年任霍邱一中校长。

## 学术贡献
主持省级教科研课题十余项，研究成果获安徽省优秀科研成果一等奖、安徽省基础教育教学成果一等奖等奖励。出版《做一位合格的中学生》、《高中生活，从这里起步》、《老杨树下》、《不忘初心砥砺前行：一位家乡教育守望者的成长记忆》等著述20余部，发表论文及文章600余篇。

## 奖励与荣誉
曾获得中国化学会首届基础化学教育奖、全国先进工作者、安徽省先进工作者、安徽省特级教师、安徽省首届江淮好校长、安徽省优秀教师等荣誉称号。2022年入选全国教书育人楷模。

## 社会兼职
安徽省第十次、第十一次党代会代表；安徽省第三届政府督学；中国化学会第29届、30届化学教育委员，教育部基础教育教学指导委员会化学教学指导专委会委员。